# Sunset Yellow FCF
Sunset Yellow er et orange/gult farvestof der bruges i fødevarer. Det er mistænkt for at kunne fremkalde allergiske reaktioner. 